# Filip Fjeld Andersen
Filip Fjeld Andersen (* 4. července 1999 Nesodden) je bývalý norský reprezentant v biatlonu.
Ve světovém poháru debutoval v březnu 2021 ve švédském Östersundu, kde dojel ve sprintu na 58. místě.
Ve své kariéře zvítězil ve světovém poháru ve dvou kolektivních závodech. Jeho nejlepším individuálním umístěním je druhé místo ze sprintu z Kontiolahti z března 2022. Na nižším okruhu v IBU Cupu vyhrál pět závodů a celkové hodnocení poháru v sezóně 2020/2021.
V dubnu 2025 oznámil na svém Instagramu konec profesionální kariéry.
Jeho starší bratr Aleksander byl také biatlonista, který v květnu 2023 ukončil sportovní kariéru.

## Vítězství v závodech světového poháru a na olympijských hrách

### Kolektivní
| Č. | sezóna    | datum             | místo                | disciplína |
| -- | --------- | ----------------- | -------------------- | ---------- |
| 1. | 2021/2022 | 4. března 2022    | Kontiolahti, Finsko  | štafeta    |
| 2. | 2022/2023 | 10. prosince 2022 | Hochfilzen, Rakousko | štafeta    |

## Výsledky

### Mistrovství Evropy
| Sezóna  | A  | Místo   | SP  | SZ | IZ  | SŠT | SZD | Věk    |
| ------- | -- | ------- | --- | -- | --- | --- | --- | ------ |
| 2020/21 | ME | Dušníky | 14. | 5. | 13. | –   | –   | 21 let |

### Juniorská mistrovství světa
| Sezóna  | A   | Místo  | SP | SZ | IZ | ŠT | Věk    |
| ------- | --- | ------ | -- | -- | -- | -- | ------ |
| 2017/18 | MSJ | Otepää | 5. | 3. | 2. | 3. | 18 let |